# Abáigar
Abáigar ist ein nordspanisches Dorf und eine Gemeinde (municipio) mit 86 Einwohnern (Stand: 2024) im Süden der Autonomen Gemeinschaft Navarra. 

## Lage und Klima
Abáigar liegt gut 46 km (Fahrtstrecke) westsüdwestlich von Pamplona bzw. ca. 38 km nordöstlich von Logroño in einer Höhe von ca. 500 m. Das Klima ist gemäßigt bis warm; Regen (830 mm/Jahr) fällt überwiegend im Winterhalbjahr.

## Bevölkerungsentwicklung
| Jahr      | 1970 | 1981 | 1991 | 2001 | 2011 | 2021 |
| Einwohner | 151  | 101  | 95   | 97   | 103  | 84   |

## Sehenswürdigkeiten

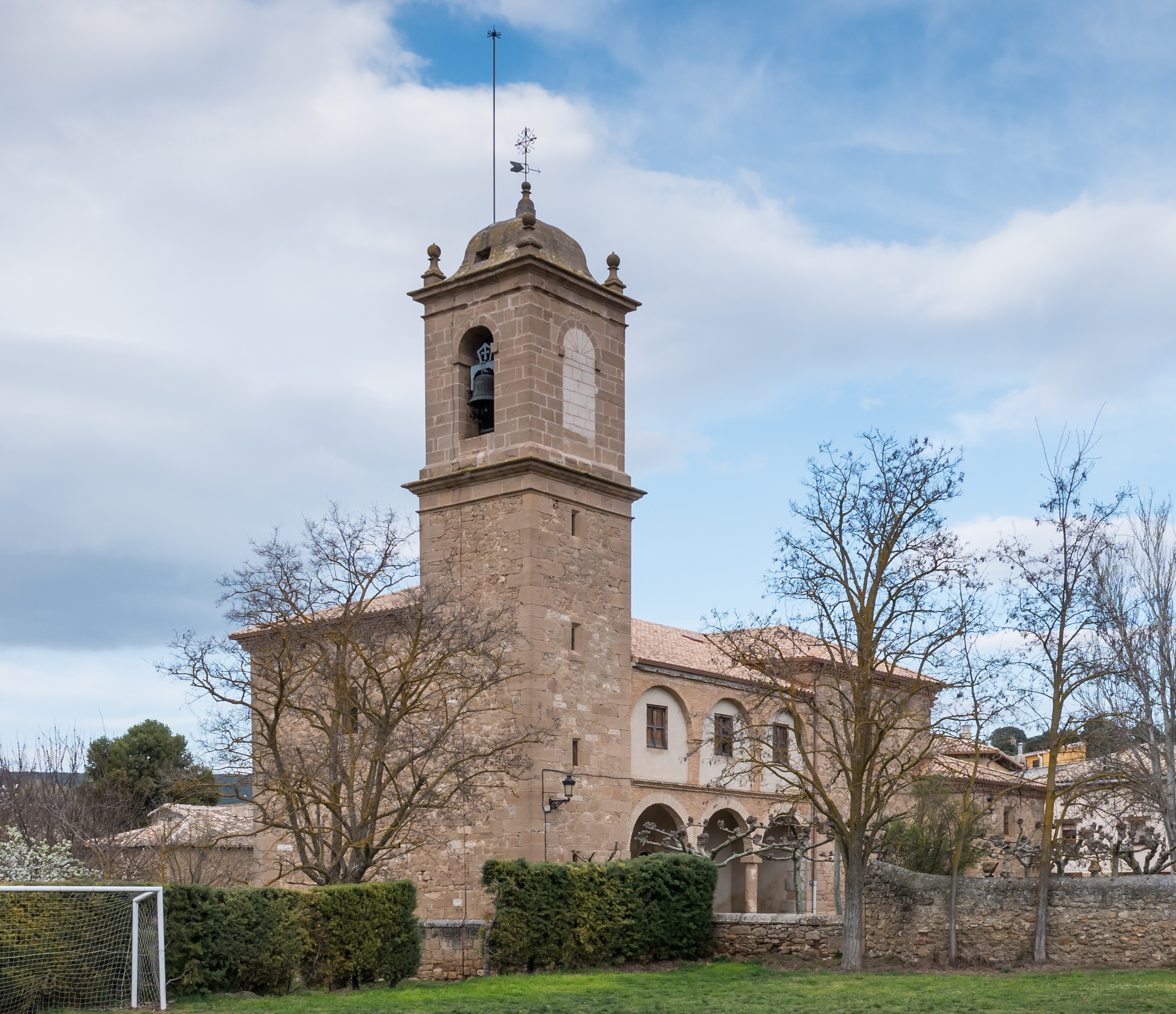
Vinzenzkirche

- Vinzenzkirche